# Pritha
Genre
Pritha est un genre d'araignées aranéomorphes de la famille des Filistatidae.

## Distribution
Les espèces de ce genre se rencontrent en Asie, en Europe du Sud, en Afrique du Nord et à Sainte-Hélène.

## Liste des espèces
Selon World Spider Catalog (version 23.0, 23/03/2022) :
- Pritha albimaculata (O. Pickard-Cambridge, 1872)
- Pritha ampulla Wang, 1987
- Pritha beijingensis Song, 1986
- Pritha condita (O. Pickard-Cambridge, 1873)
- Pritha crosbyi (Spassky, 1938)
- Pritha debilis (Simon, 1911)
- Pritha dharmakumarsinhjii Patel, 1978
- Pritha garfieldi Marusik & Zamani, 2015
- Pritha hirsuta (O. Pickard-Cambridge, 1872)
- Pritha nana (Simon, 1868)
- Pritha napadensis (Patel, 1975)
- Pritha pallida (Kulczyński, 1897)
- Pritha parva Legittimo, Simeon, Di Pompeo & Kulczycki, 2017
- Pritha poonaensis (Tikader, 1963)
- Pritha sagittata Legittimo, Simeon, Di Pompeo & Kulczycki, 2017
- Pritha spinula Wang, 1987
- Pritha tenuispina (Strand, 1914)
- Pritha vestita (Simon, 1873)
- Pritha zebrata (Thorell, 1895)

## Systématique et taxinomie
Ce genre a été décrit par Lehtinen en 1967 dans les Filistatidae.

## Publication originale
- Lehtinen, 1967 : « Classification of the cribellate spiders and some allied families, with notes on the evolution of the suborder. » Annales Zoologici Fennici, vol. 4, p. 199-468.